# باشگاه فوتبال سوچی-۰۴
باشگاه فوتبال سوچی-۰۴ (روسی: ФК "Сочи-۰۴") یک باشگاه فوتبال در شهر سوچی کشور روسیه است. این باشگاه در لیگ فوتبال روسیه بازی می‌کند. این باشگاه در سال ۲۰۰۴ تأسیس شده‌است. ورزشگاه مرکزی محل برگزاری بازی‌های خانگی این باشگاه است.